# Cantó de Fontaine-lès-Dijon
El cantó de Fontaine-lès-Dijon és un cantó francès del departament de Costa d'Or, situat al districte de Dijon. Té 13 municipis i el cap és Fontaine-lès-Dijon.

## Municipis
- Ahuy
- Asnières-lès-Dijon
- Bellefond
- Daix
- Darois
- Étaules
- Fontaine-lès-Dijon
- Hauteville-lès-Dijon
- Messigny-et-Vantoux
- Norges-la-Ville
- Plombières-lès-Dijon
- Savigny-le-Sec
- Talant

## Història
| Data d'elecció                           | Identitat     | Partit                     | Qualitat |
| ---------------------------------------- | ------------- | -------------------------- | -------- |
| 1973-2004                                | Henri Rivol   | Divers droite, després UDF |          |
| 2004-                                    | Gilbert Menut | UMP                        |          |
| les dades anteriors no són pas conegudes |               |                            |          |
|                                          |               |                            |          |

## Demografia
| A partir de 1990: Població sense dobles comptes |